# José de Mesquita
José Barnabé de Mesquita (Cuiabá, Mato Grosso, 10 de marzo de 1892 - ibíd., 22 de junio de 1961) fue un poeta parnasiano y romântico, escritor de cuentos y romances, historiógrafo, periodista, ensayista, genealogista y jurista brasileño. Se graduó por la Facultad de Derecho de la Universidad de São Paulo en 1913.

## Biografía
- Fue juez del Tribunal de Justicia del Estado de Mato Grosso, y fue su presidente durante 11 años consecutivos (1929 - 1940).
- Fue uno de los principales alentadores de la fundación del Instituto Histórico en 1919, y de la Academia de las Letras del Mato Grosso en 1921, de la cual fue miembro Fundador y Presidente desde su fundación hasta su muerte en 1961.
- Su libro Espejo de almas, (cuentos), fue premiado por la Academia Brasileña de Letras en Río de Janeiro en 1932.
- Fue socio correspondiente del Instituto Histórico y Geográfico Brasileño, con sede en Río de Janeiro, desde 1939.
- También fue miembro correspondiente de la Federación de las Academias de Letras de Brasil, con sede en Río de Janeiro, desde 1939.